# Поплавська Анастасія Вадимівна
Анастасі́я Вади́мівна Попла́вська (* 2001) — українська тенісистка.

## З життєпису
Народилася 2001 року. Грає переважно на турнірах ITF Women's World Tennis Tour, де виграла один парний титул.
В серпні 2019 року у загальному рейтингу була 876-ю.